# Selo, Ajdovščina
Selo este o localitate din comuna Ajdovščina, Slovenia, cu o populație de 376 de locuitori.